# Troféu Alfredo Binda-Comune di Cittiglio
O Troféu Alfredo Binda-Comune di Cittiglio é uma corrida de ciclismo feminina de um dia italiana que se disputa em Cittiglio e seus arredores na província de Varese, no final do mês de março ou princípios de abril. Toma seu nome de Alfredo Binda ciclista destacado dos anos 1920 e 1930.
Criou-se em 1974 sendo a corrida ciclista feminina com mais edições ao que apenas não se disputou em 1997 e 1998. Desde sua criação a maioria de suas edições foram amador por isso a maioria de ganhadoras têm sido italianas. Em 2000 começaram a participar corredoras profissionais de primeiro nível, até que em 2007 subiu ao profissionalismo na categoria 1.1. No ano 2008 entrou a fazer parte da Copa do Mundo feminina e desde 2016 faz parte do UCI Women's World Tour criado nesse ano.
Tem um traçado aproximado dentre 120 e 130 km.
Está organizada por Cycling Sport Promotion presidida por Mario Minervino.

## Palmarés
| Ano                                    | Vencedor             | Segundo                | Terceiro              |           |
| -------------------------------------- | -------------------- | ---------------------- | --------------------- | --------- |
| edições amador                         |                      |                        |                       |           |
| 1974                                   | Giuseppina Micheloni |                        |                       |           |
| 1975                                   | Nicole Van Den Broek |                        |                       |           |
| 1976                                   | Morena Tartagni      |                        |                       |           |
| 1977                                   | Nicoletta Castelli   |                        |                       |           |
| 1978                                   | Emanuela Menuzzo     |                        |                       |           |
| 1979                                   | Anna Morlacchi       |                        |                       |           |
| 1980                                   | Francesca Galli      |                        |                       |           |
| 1981                                   | Emanuela Menuzzo     |                        |                       |           |
| 1982                                   | Lucia Pizzolotto     |                        |                       |           |
| 1983                                   | Michela Tomasi       |                        |                       |           |
| 1984                                   | Maria Canins         |                        |                       |           |
| 1985                                   | Silvia Conti         |                        |                       |           |
| 1986                                   | Stefania Carmine     |                        |                       |           |
| 1987                                   | Rossella Galbiati    |                        |                       |           |
| 1988                                   | Elisabetta Fanton    |                        |                       |           |
| 1989                                   | Elisabetta Fanton    |                        |                       |           |
| 1990                                   | Maria Canins         |                        |                       |           |
| 1991                                   | Maria Paola Turcutto |                        |                       |           |
| 1992                                   | Maria Canins         |                        |                       |           |
| 1993                                   | Roberta Ferrero      | Mara Calliope          | Lucia Pizzolotto      |           |
| 1994                                   | Fabiana Luperini     | Lucia Pizzolotto       | Katia Longhin         |           |
| 1995                                   | Valeria Cappellotto  | Alessandra Cappellotto | Imelda Chiappa        |           |
| 1996                                   | Valeria Cappellotto  | Imelda Chiappa         | Diana Žiliūtė         |           |
| Em 1997 e 1998 não se disputou a prova |                      |                        |                       |           |
| 1999                                   | Fany Lecourtois      | Mari Holden            | Pia Sundstedt         |           |
| edições profissionais                  |                      |                        |                       |           |
| 2000                                   | Fabiana Luperini     | Pia Sundstedt          | Fany Lecourtois       |           |
| 2001                                   | Nicole Brändli       | Noemi Cantele          | Diana Žiliūtė         |           |
| 2002                                   | Swetlana Bubnenkowa  | Regina Schleicher      | Zinaida Stahurskaya   |           |
| 2003                                   | Diana Žiliūtė        | Valentyna Karpenko     | Alison Wright         |           |
| 2004                                   | Oenone Wood          | Olivia Gollan          | Noemi Cantele         |           |
| 2005                                   | Nicole Cooke         | Katia Longhin          | Miho Oki              |           |
| 2006                                   | Regina Schleicher    | Diana Žiliūtė          | Katia Longhin         |           |
| 2007                                   | Nicole Cooke         | Giorgia Bronzini       | Martina Corazza       |           |
| 2008                                   | Emma Pooley          | Suzanne de Goede       | Diana Žiliūtė         |           |
| 2009                                   | Marianne Vos         | Emma Johansson         | Kristin Armstrong     |           |
| 2010                                   | Marianne Vos         | Martine Bras           | Emma Johansson        |           |
| 2011                                   | Emma Pooley          | Emma Johansson         | Annemiek van Vleuten  |           |
| 2012                                   | Marianne Vos         | Tatiana Guderzo        | Trixi Worrack         |           |
| 2013                                   | Elisa Longo Borghini | Emma Johansson         | Ellen van Dijk        |           |
| 2014                                   | Emma Johansson       | Lizzie Armitstead      | Alena Amialiusik      |           |
| 2015                                   | Lizzie Armitstead    | Pauline Ferrand-Prévot | Anna van der Breggen  |           |
| 2016                                   | Lizzie Armitstead    | Megan Guarnier         | Jolanda Neff          |           |
| 2017                                   | Coryn Rivera         | Arlenis Sierra         | Cecilie Uttrup Ludwig |           |
| 2018                                   | Katarzyna Niewiadoma | Chantal Blaak          | Marianne Vos          |           |
| 2019                                   | Marianne Vos         | Amanda Spratt          | Cecilie Uttrup Ludwig |           |
| 2020                                   | cancelado            | cancelado              | cancelado             | cancelado |
| 2021                                   | Elisa Longo Borghini | Marianne Vos           | Cecilie Uttrup Ludwig |           |
| 2022                                   | Elisa Balsamo        | Sofia Bertizzolo       | Soraya Paladin        |           |
| 2023                                   | Shirin van Anrooij   | Elisa Balsamo          | Vittoria Guazzini     |           |
| 2024                                   | Elisa Balsamo        | Lotte Kopecky          | Puck Pieterse         |           |
| 2025                                   | Elisa Balsamo        | Blanka Vas             | Cat Ferguson          |           |

## Palmarés por países
Atualizado após edição de 2024
| País           | Vitórias |
| -------------- | -------- |
| Itália         | 26       |
| Reino Unido    | 6        |
| Países Baixos  | 5        |
| Bélgica        | 1        |
| França         | 1        |
| Suíça          | 1        |
| Rússia         | 1        |
| Lituânia       | 1        |
| Austrália      | 1        |
| Alemanha       | 1        |
| Suécia         | 1        |
| Estados Unidos | 1        |
| Polónia        | 1        |